# 루스벨트 스케릿
루스벨트 스케릿 (Roosevelt Skerrit, 1972년 6월 8일 ~ )는 도미니카 연방의 총리이다. 2004년 1월에 피에르 찰스 총리의 죽음 이후에 도미니카 연방의 총리가 되었다. 2000년 1월 선거에서 (Vieille Case 선거구) 국회의원으로 당선되었다. 총리직 외에 재무장관, 외무장관, 도미니카 노동당 당수 직을 겸하고 있으며, 또한 동카리브 국가 기구(Organisation of Eastern Caribbean States)와 카리브 공동체의 의장직을 맡고 있다.